# Вільям Коцвінкл
Вільям Коцвінкл (англ. William Kotzwinkle, 22 листопада 1938, Скрентон) — американський письменник-фантаст та дитячий письменник.

## Біографія
Вільям Коцвінкл народився у місті Скрентон. Після закінчення школи спочатку навчався на журналіста в коледжі Райдера в Лоренсвіллі, а пізніше закінчив літературний факультет Університету штату Пенсільванія. З 1969 року він розпочав публікувати свої твори, а з 1970 року став професійним письменником.

## Літературна творчість
Літературну творчість Вільям Коцвінкл розпочав у 1969 році публікацією роману для дітей «Пожежник» (англ. The Fireman). У 1970 році він стає професійним письменником, і в цьому році виходять друком відразу 2 його романи для дітей — «Корабель, який спустився донизу» (англ. The Ship that Came Down the Gutter) та «Хлопчик-слон: Історія кам'яної доби» (англ. Elephant Boy: A Story of the Stone Age). У подальшому Коцвінкл більше писав для дорослої аудиторії, зокрема роман «Fata Morgana», виданий у 1977 році, на думку багатьох читачів та критиків відноситься до стилю стимпанк. У 1976 році вийшов друком фентезійний роман письменника «Доктор Щур» (англ. Doctor Rat). героїнею якого є лабораторний щур, який унаслідок експериментів стає розумною істотою, а пізніше разом з іншими тваринами, які також стали розумними внаслідок експериментів, після глобальної катастрофи на Землі розпочинає боротьбу проти людей, щоб помститися за свої поневіряння. За цей роман у 1977 році Вільям Коцвінкл отримав Всесвітню премію фентезі за найкращий роман. Проте найбіль відомим твором Коцвінкла є новелізація сценарію фільму «Іншопланетянин», яка вийшла друком під назвою «Іп, іншопланетянин, і його пригоди на Землі» (англ. E.T., The Extra-Terrestrial, in His Adventure on Earth) у 1983 році. Відомою також є новелізація Коцвінклом сценарію фільму «Супермен 3», опублікована в 1983 році. У 1987 році вийшов друком роман письменника «Вигнання» (англ. The Exile), в якому американський актор 80-х років ХХ століття опиняється у Німеччині 40-х років ХХ століття.

### Романи
- 1969 — Пожежник (англ. The Fireman)
- 1970 — Корабель, який спустився донизу (англ. The Ship that Came Down the Gutter)
- 1970 — Хлопчик-слон: Історія кам'яної доби (англ. Elephant Boy: A Story of the Stone Age)
- 1972 — Як Гермес (англ. Like Hermes)
- 1973 — Найвищий, найкращий, благородний та чарівний, один і тільки чарівний будинок ((англ.))
- 1976 — Зуб леопарда (англ. The Leopard's Tooth)
- 1976 — Доктор Щур (англ. Doctor Rat)
- 1977 — Fata Morgana
- 1978 — Герр Найтінгейл і сатинова дама (англ. Herr Nightingale and the Satin Woman)
- 1978 — Мурахи, які зруйнували час (англ. The Ants who Took away Time)
- 1979 — Сни Темної гавані (англ. Dream of Dark Harbor)
- 1979 — Повелитель сну (англ. The Nap Master)
- 1982 — Іп, іншопланетянин, і його пригоди на Землі (англ. E. T., The Extra-Terrestrial, in His Adventure in Earth)
- 1982 — Різдво у Фонтейні (англ. Christmas at Fontaine's)
- 1983 — Великий світовий цирк (англ. Great World Circus)
- 1983 — Супермен III (англ. Superman III)
- 1984 — Королева мечів (англ. Queen of Swords)
- 1987 — Вигнання (англ. The Exile)
- 1989 — Опівнічний наглядач (англ. The Midnight Examiner)
- 1990 — Порожній записник (англ. The Empty Notebook)
- 1996 — Ведмідь пройшов крізь гору (англ. The Bear Went Over the Mountain)
- 2005 — Проект «Амфора» (англ. The Amphora Project)
- 2021 — Підступний монах (англ. Felonious Monk)

### Збірки
- 1971 — Слон ударив потяг (англ. Elephant Bangs Train)
- 1971 — Старійшина та інші вічні історії (англ. The Oldest Man and Other Timeless Stories)
- 1982 — Іп, іншопланетянин: збірка оповідань ((англ.))
- 1983 — Клопоти в Багленді: збірка детективних оповідань інспектора Мантіс Містеріс (англ. Trouble in Bugland: A Collection on Inspector Mantis Mysteries)
- 1985 — Іп, іншопланетянин, Книга Зеленої планети (англ. E. T., The Book of the Green Planet)
- 1985 — Іп, іншопланетянин, Книга оповідань Зеленої планети: Нова книга оповідань (англ. E. T., The Storybook of the Green Planet: A New Storybook)
- 1985 — Скарби Місяця (англ. Jewel of the Moon)
- 1986 — У серці лісу та інші вічні історії (англ. Hearts of Wood and Other Timeless Tales)
- 1989 — Тріо «Гарячий джаз» (англ. The Hot Jazz Trio)
- 1995 — Оповідання з порожнього записника (англ. Tales from the Empty Notebook)
- 2016 — Подвійні клопоти в Багленді: нова збірка детективних оповідань інспектора Мантіс Містеріс (англ. Double Trouble in Bugland : A New Collection of Inspector Mantis Mysteries)